# Amtsgericht Groß-Strehlitz

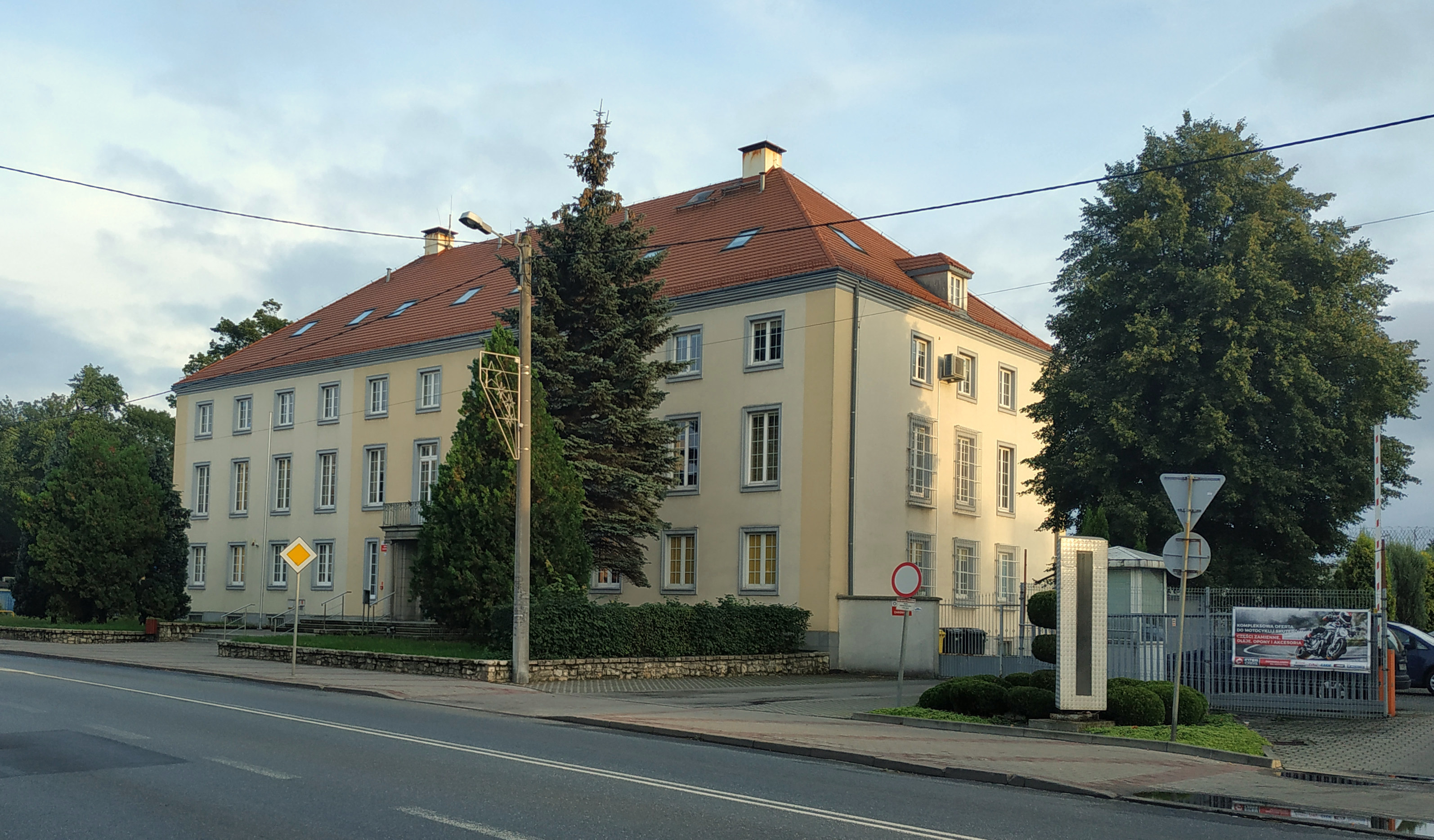
Ehem. Amtsgerichtsgebäude (2022)

Das Amtsgericht Groß-Strehlitz (auch: Amtsgericht Groß Strehlitz) war ein preußisches Amtsgericht mit Sitz in Groß-Strehlitz.

## Geschichte
In Groß-Strehlitz bestand von 1849 bis 1879 das Kreisgericht Groß-Strehlitz. Das königlich preußische Amtsgericht Groß-Strehlitz wurde mit Wirkung zum 1. Oktober 1879 als eines von 13 Amtsgerichten im Bezirk des Landgerichtes Oppeln im Bezirk des Oberlandesgerichtes Breslau gebildet. Der Sitz des Gerichtes war Groß-Strehlitz. Sein Gerichtsbezirk umfasste den Kreis Groß Strehlitz ohne den Teil, der dem Amtsgericht Ujest zugeordnet war. Am Gericht bestanden 1880 sechs Richterstellen. Das Amtsgericht war damit ein großes Amtsgericht im Landgerichtsbezirk. Gerichtstage wurden in Gogolin, Leschnitz und Zawadzkie gehalten.
Im Jahre 1945 wurde der Amtsgerichtsbezirk unter polnische Verwaltung gestellt, und die deutschen Einwohner wurden vertrieben. Damit endete auch die Geschichte des Amtsgerichtes Groß-Strehlitz. Unter polnischer Verwaltung entstand das Sąd Rejonowy w Strzelcach Opolskich (1950–1975: Sąd Powiatowy w Strzelcach Opolskich).